# Det radikale Venstre efter 1905
Det radikale Venstre efter 1905 er en film fra 1945 af ukendt instruktør.

## Handling
Partifilm for Det radikale Venstre. Formodentlig produceret i forbindelse med folketingsvalget i 1945. Filmen fremstiller partiets historie, dets resultater og nuværende politik. Derudover får vi eksempler på, hvad Det radikale Venstre har kæmpet for og fået gennemført i tidens løb siden partiets stiftelse i 1905, såsom livslang uddannelse, sundhedssygepleje og aldersrente.